# Потопчино
Потопчино — деревня в Угличском районе Ярославской области России. Входит в состав Слободского сельского поселения.

## История
Деревня Потопчино была приписана к «казенному ведомству», располагается на берегу реки Улейма, по левой стороне большого торгового тракта из Углича в Ярославль, в пяти верстах от уездного города Углича. В 1859 году в Потопчино насчитывалось 16 дворов, в которых проживали 70 жителей мужского пола и 78 — женского. Своей церкви в деревни не было, и поэтому Потопчино относилось к приходу церкви села Чурьякова. Село Чурьяково располагалось также на реке Улейма по большому тракту из Углича в Ярославль только в трех верстах от уездного города, в 1859 году селе насчитывалось 15 дворов, в которых проживали 60 жителей мужского и 52 — женского пола. Церковь села Чурьякова была воздвигнута в 1782 году и в свой приход включала 18 селений, в том числе и деревню Потопчино, в которой в 1861 году насчитывалось уже 14 домов, где проживало 138 жителей: 64 — мужского и 74 — женского пола.
В 2008 году постоянное население деревни составляло 11 человек. В настоящее время Потопчино относится к Слободскому сельскому округу Слободского сельского поселения Угличского района. В деревне числится 21 дачный и 12 жилых домов.
Место это известно с древности. Когда-то тут проходила оживлённая Ефремовская дорога в Ярославль. Современное шоссе Ярославль — Углич пролегло на несколько километров севернее, и древний тракт потерял своё значение.
Название деревни происходит от фамилии владельцев мельницы, которая в XVII-ом веке располагалась на реке Улейме.

## Население
| 2007 | 2010 |
| ---- | ---- |
| 16   | ↘12  |